# Paul Steinmann (Dramatiker)

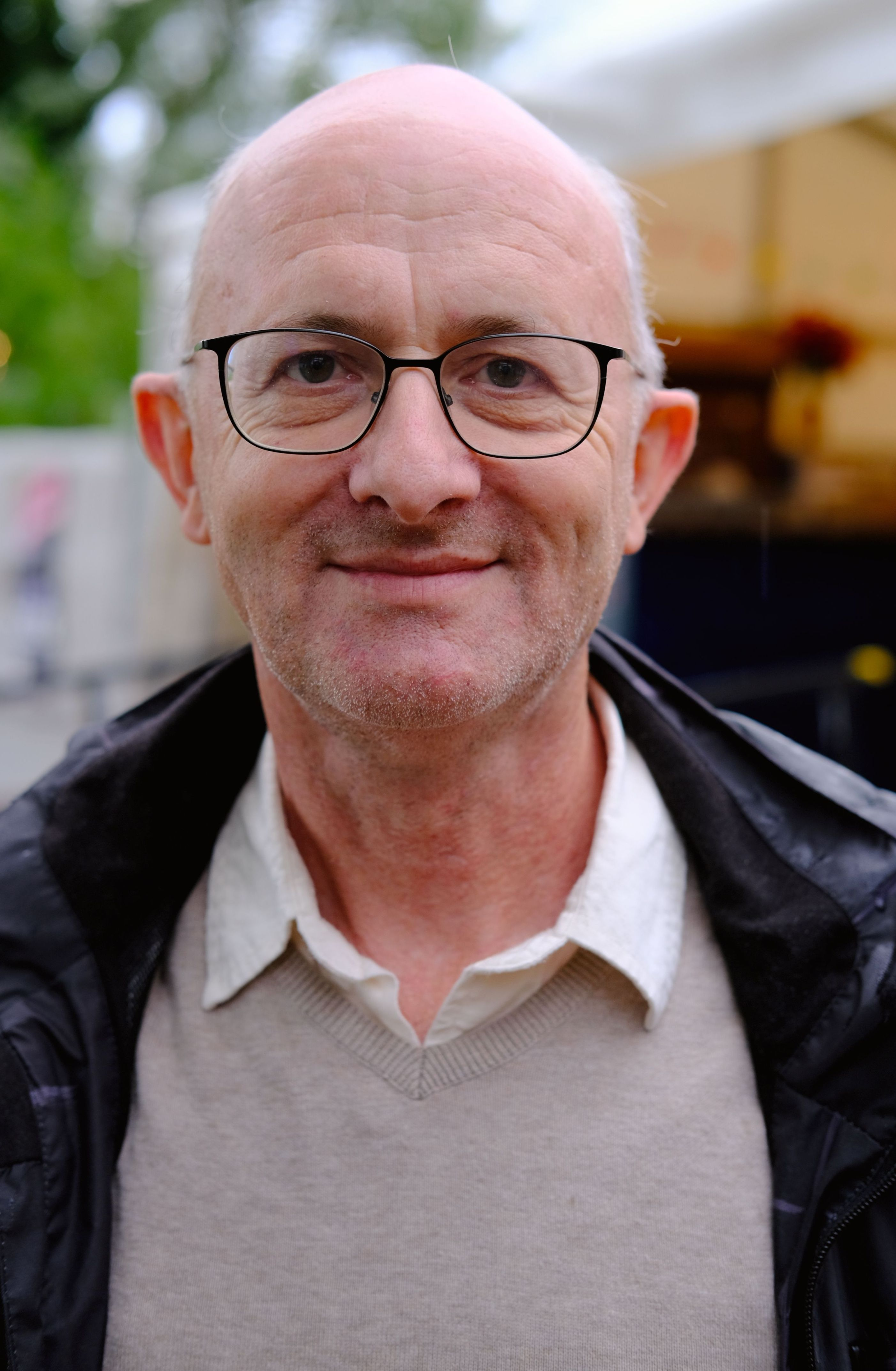
Paul Steinmann (2021)

Paul Steinmann (* 29. August 1956 in Villmergen) ist ein Schweizer Theaterautor und Regisseur. Er schreibt und inszeniert für Amateurbühnen, Kinder- und Jugendtheater, für Stadttheater, Kabarett oder freie Theatertruppen. Er leitet auch Schreibwerkstätten, war Co-Drehbuchautor beim Film «Cannabis – Probieren geht über Regieren» und schrieb das Buch für das Musical «Die Schweizermacher». Seit dem Jahr 2008 ist er mit seinen «Morgengeschichten» regelmässig Gast bei Schweizer Radio SRF 1.

## Leben
Zu ersten Kontakten mit dem Theater kam er schon während der Kindheit und der Jugendzeit, da seine Eltern in der Theatergesellschaft Villmergen aktiv waren. In der Schulzeit lernte er die Bühne des Gymnasiums Immensee kennen. Mit dieser Schulbühne, die ihre Stücke ab 1975 selbst schrieb, blieb Steinmann auch nach der Matura (1977) als Mit-Schreiber und Co-Regisseur verbunden.
Er studierte Theologie in Luzern, weil er bei den Luzerner Spielleuten mitspielen wollte. Aus dem Kreis dieser Amateurtheatergruppe wuchs die Bobibibifax-Compagnie, ein Ensemble, das Stücke für ein Kinderpublikum produzierte und in der ganzen Schweiz zeigte. Spätestens jetzt wurde Paul Steinmann klar, dass sein Berufsweg weniger in der katholischen Kirche als vielmehr im Theater verlaufen würde. Entschieden wurde diese Frage mit dem ersten professionellen Engagement bei der neu gegründeten freien Theatergruppe M.A.R.I.A., die 1983 mit dem Stück «Klassenfeind» in der Schweiz für Furore sorgte.
Nach dem Abschluss des Theologiestudiums und nach einer weiteren Saison als Spieler beim Theater M.A.R.I.A. wechselte Steinmann ins Text- und Regiefach.
Er begann sich auch für die ASTEJ (Schweizerischer Kinder- und Jugendtheaterverband) zu engagieren und war von 1990 bis 1995 deren Präsident. Zusammen mit verschiedensten Theatergruppen und Einzelkünstlern (auch im Kabarett) entwickelte er in den letzten 20 Jahren eine ansehnliche Menge von Theaterstücken, die alle aufgeführt und zum Teil auch im Ausland nachgespielt wurden (und werden). Ein Schwerpunkt in seinem Schaffen sind Theaterarbeiten mit und für Gruppen aus dem Kanton Aargau (Theater M.A.R.I.A., Jörg Bohn, TheaterSchönesWetter, ThiK, Werner Bodinek, Theatergesellschaft Villmergen).
Für «Ohne Schuh» erhielt er 1992, für «Tortuga» 1995 den Kinder- und Jugendmedienpreis «Rote Zora». 2002 ermöglichte ihm das Kuratorium des Kantons Aargau einen dreimonatigen Schreib-Aufenthalt in Berlin. Neben Theaterstücken schrieb Paul Steinmann in den 1990er-Jahren auch über 40 Fernseh-Kindersendungen («Wundergugge») und war als Autor bei den TV-Satiresendungen «übrigens ...» und «Punkt CH» engagiert.
Auch hat er bis 2006 weit über 100 Beiträge zur Samstagmittagssendung «Zweierleier» des Schweizer Radio DRS 1 geschrieben und ist auf diesem Sender regelmässig als Erzähler seiner «Morgengeschichten» zu hören. Obwohl im Herbst 2006 auch sein erstes Drehbuch, das er zusammen mit Regisseur Nick Hilber geschrieben hatte («Cannabis – Probieren geht über Regieren»), als Film heraus kam, schreibt Steinmann weiterhin Theaterstücke und dies immer wieder gerne auch für Amateurtheatergruppen, so zum Beispiel 2007 das Volkstheaterstück «D‘Gotthardbahn» in Göschenen oder «Die Siebtelbauern» für das Landschaftstheater Ballenberg.